# Puerta de Sancho
La puerta de Sancho fue una puerta de la ciudad española de Zaragoza, ya desaparecida.

## Descripción
La puerta, que honraba con el título al rey Sancho Ramírez, daba entrada a la ciudad española de Zaragoza por el noroeste. Aparece descrita en la Guía de Zaragoza (1860) de Vicente Andrés con las siguientes palabras:

—de Sancho. Se halla al N. O. de la ciudad, cerca de la plaza de santo Domingo: no tiene mérito alguno artístico: dá salida á las huertas llamadas del término de Almozara, y varios pueblos de la orilla derecha del Ebro, en aquella direccion.
(Andrés, 1860, p. 518)

La puerta fue derruida en 1868.